# Васильев, Вячеслав Вячеславович
Вячесла́в Вячесла́вович Васи́льев (21 июня 1934 — 26 августа 1997) — врач-уролог, кандидат медицинских наук. Советский и российский актёр театра и кино. Поэт.

## Биография
Вячеслав Васильев родился 21 июня 1934 года в Ленинграде, в семье потомственных военных медиков. Его дед — генерал-майор медицинской службы Александр Ильич Васильев многие годы руководил кафедрой урологии Военно-Медицинской Академии им. С. М. Кирова, автор 10 монографий и более 100 научных работ. Отец — Вячеслав Александрович Васильев, в будущем профессор Военно-Медицинской Академии им. С. М. Кирова, талантливый учёный, автор книг по вопросам диагностики, клиники и профилактики туберкулёза. Мать — Евдокия Максимовна Васильева.
Вячеслав окончил кафедру урологии Первого Ленинградского медицинского института. Занимался проблематикой, связанной с созданием в СССР искусственной почки. В конце 1960-х годов руководил одной из бригад по пересадке этих органов.
В 1967 году снялся в фильме «Личная жизнь Кузяева Валентина» режиссёра Ильи Авербаха, с которым ранее учился в медицинском институте. Роль была эпизодической — попутчик главного героя в вагоне поезда. После этого фильма последовали приглашения от разных режиссёров. За четверть века Вячеслав Васильев снялся более чем в пятидесяти фильмах в небольших, но запоминающихся ролях. Работал с режиссёрами Элемом Климовым, Глебом Панфиловым, Сергеем Микаэляном, Евгением Татарским.
Среди сыгранного: доктор Филинов («Степень риска»), Степан Витальевич («Начало»), отставной полковник («Расскажи мне о себе»), Бартоломео Мальтус («Приключения принца Флоризеля»), французский коммунист («Окно в Париж»).
Всю жизнь занимался литературным творчеством, наиболее часто печатался в журнале «Нева». Автор двух книг стихов, изданных санкт-петербургскими издательствами: «Живая нить» (1994 год), «Дом» (1995 год).
Скоропостижно скончался 26 августа 1997 года во время репетиции спектакля Петербургского драматического театра «Остров». Похоронен на Богословском кладбище Санкт-Петербурга.

## Фильмография
- 1967 — Личная жизнь Кузяева Валентина — сосед папаши по купе
- 1968 — Степень риска — Степан Филинов
- 1970 — Начало — Степан Витальевич
- 1970 — Волшебная сила — зритель в кинотеатре
- 1971 — Шутите? — прохожий
- 1971 — Расскажи мне о себе — отставной полковник
- 1971 — Драма из старинной жизни — палач в имении графа
- 1972 — Учитель пения — член комиссии
- 1972 — Синие зайцы, или Музыкальное путешествие — мужчина на Дворцовой площади
- 1972 — Меченый атом — доктор
- 1975 — Агония — священник
- 1975 — Рассказ о простой вещи — белогвардейский генерал Чернецов
- 1975 — Доверие — Мирбах
- 1976 — Длинное, длинное дело — медицинский эксперт Соркин
- 1977 — Сумка инкассатора — эксперт-криминалист
- 1979 — Приключения принца Флоризеля — Бартоломео Мальтус
- 1979 — Открытая книга — профессор Шапошников
- 1980 — Сицилианская защита — Сергей Валерианович, эксперт
- 1981 — Штормовое предупреждение — Вячеслав
- 1984 — Иван Павлов. Поиски истины — врач
- 1984 — Блондинка за углом — сексолог Киса
- 1986 — Письма мёртвого человека — врач-дозиметрист
- 1989 — Посетитель музея — телезритель
- 1990 — Палач — Сан Саныч, главврач
- 1990 — Духов день — обитатель пансионата
- 1993 — Хромые внидут первыми
- 1993 — Окно в Париж — французский коммунист
- 1997 — Странное время